# Prince français
Prince français was de titel die in het leven werd geroepen tijdens het Eerste Franse Keizerrijk voor de leden van de keizerlijke familie.

## Geschiedenis
Op 18 mei 1804 droeg het Consulaat de regering op aan de Keizer der Fransen, Napoleon Bonaparte. Daarbij werd bepaald dat alle leden van de keizerlijke familie de titel van prince français zouden krijgen, met het predicaat Altesse Impériale (keizerlijke hoogheid). Tevens werd daarbij bepaald hoe de keizerlijke hofhouding eruit zou zien, zowel de civiele als de militaire lijst, met welke dignitarissen en met welk inkomen hun toe te bedelen. De aanspreektitel voor de princes français was Monseigneur.
Naast de princes français bestonden er ook de princes de l'Empire, te onderscheiden in soevereine prinsen, die het hoogste stonden in de adellijke hiërarchie, en de prins-dignitarissen. Daar direct onder stonden de ducs de l'Empire. Deze laatste groepen bestonden overigens voornamelijk uit militairen. Ook aan leden van de keizerlijke familie werden overigens hertogelijke titels toegekend.